# Olympic Oval
Das Olympic Oval ist ein Eisstadion auf dem Campus der University of Calgary in Calgary, Alberta, Kanada, das für die Olympischen Winterspiele 1988 eröffnet wurde. Heute ist die Arena Heimstadion der Calgary Oval X-Treme aus der Western Women’s Hockey League.

## Geschichte
Die Bauarbeiten am Oval begannen 1985, nahezu vier Jahre nachdem Calgary den Zuschlag für die Austragung der Olympischen Winterspiele 1988 erhalten hatte. Ähnlich wie beim Olympic Saddledome wurde der größte Teil des Gebäudes aus vorgefertigtem Spannbeton angefertigt. 28 Außenbalken stützen die Gebäudefassade, die bogenförmige Dachkonstruktion wird nochmals von 84 Balken getragen. Gegen Ende des Sommers 1987 wurde das Stadion fertiggestellt, die offizielle Eröffnung fand im September und damit fünf Monate vor der Eröffnung der Spiele statt.

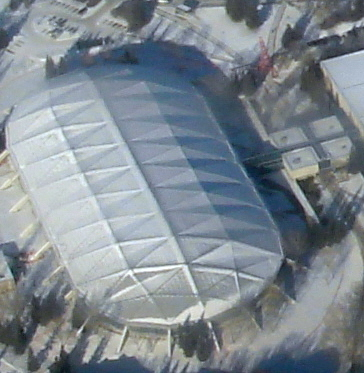
Luftansicht

Das Olympic Oval war das erste überdachte Eisschnelllaufstadion Nordamerikas und zudem die erste Halle, die für die Eisschnelllaufwettbewerbe bei Olympischen Winterspielen genutzt wurde. Die Überdachung ermöglicht eine genaue Klimaregulierung, sodass, auch bedingt durch die Höhenlage Calgarys, während der Olympischen Spiele drei olympische (1500 und 5000 Meter der Männer sowie 1500 Meter der Frauen) und sieben neue Weltrekorde (500, 1500 und 10.000 Meter der Männer sowie 500, 1000, 3000 und 5000 Meter der Frauen) aufgestellt werden konnten und die Arena den Beinamen „The fastest ice in the world“ (dt. „Das schnellste Eis der Welt“) erhielt.
In den folgenden 14 Jahren wurde weitere Rekorde im Olympic Oval aufgestellt, bis schließlich eine große Anzahl dieser Bestleistungen bei den Olympischen Winterspielen 2002 im Utah Olympic Oval in Salt Lake City, welches über eine modernere Eistechnik sowie eine noch günstigere Höhenlage verfügt, gebrochen werden konnte.
Neben der 400-Meter-Eisschnelllaufbahn besitzt das Stadion zudem zwei Eishockeyspielfelder nach internationalen Maßen, die zusätzlich für Shorttrack genutzt werden können, sowie über eine 450 Meter lange Laufbahn, eine achtspurige, 110 Meter lange Sprintbahn und verschiedene Trainingseinrichtungen.
Das Stadion dient des Weiteren seit 1995 den Calgary Oval X-Treme, einem ehemaligen Team der National Women’s Hockey League und späterem Teilnehmer der Western Women’s Hockey League, als Heimstadion. Zudem trägt die Fraueneishockeymannschaft der Universität Calgary ihre Heimspiele in der Arena aus. Während der wettkampf- und trainingsfreien Zeit ist das Oval für den Publikumslauf geöffnet.

Panoramaaufnahme des Innenraums

## Internationale Wettkämpfe
| Olympische Winterspiele           | 1988 |
| Einzelstreckenweltmeisterschaften | 1998 |
| Mehrkampfweltmeisterschaft        | 1990, 1992, 2006, 2011 |
| Sprintweltmeisterschaft           | 1994, 1999, 2003, 2012 |
| Weltcup                           | 1988/89, 1987/88, 1990/91, 1994/95, 1995/96, 1996/97, 1997/98, 1999/2000, 2000/01, 2001/02, 2003/04, 2004/05, 2005/06, 2006/07, 2007/08, 2009/10, 2012/13, 2013/14, 2015/16 |

## Bahnrekorde
Das Olympic Oval zählt zu den schnellsten Eisschnelllaufbahnen der Welt.

### Frauen
| Strecke      | Athlet                                                     | Zeit          | Datum                 | Wettkampf                       |
| ------------ | ---------------------------------------------------------- | ------------- | --------------------- | ------------------------------- |
| 0100 m       | Jenny Wolf                                                 | 0 10,28       | 4. März 2007          | Weltcup 2006/07                 |
| 0500 m       | Sang-Hwa Lee                                               | 0 36,74       | 9. November 2013      | Weltcup 2013/14                 |
| 01000 m      | Heather Richardson                                         | 01:12,51      | 14. November 2015     | Weltcup 2015/16                 |
| 01500 m      | Brittany Bowe                                              | 01:51,59      | 15. November 2015     | Weltcup 2015/16                 |
| 03000 m      | Cindy Klassen                                              | 03:53,34 (WR) | 18. März 2006         | Mehrkampf-WM 2006               |
| 05000 m      | Cindy Klassen                                              | 06:48,97      | 19. März 2006         | Mehrkampf-WM 2006               |
| 10.000 m     | Martina Sáblíková                                          | 13:48,33 (WB) | 15. März 2007         | Olympic Oval Finale 2007        |
| Team Pursuit | KanadaBrittany Schussler Christine Nesbitt Kristina Groves | 2:55,79 (WR)  | 6. Dezember 2009      | Weltcup 2009/10                 |
| Mehrkampf    | Athlet                                                     | Punkte        | Datum                 | Wettkampf                       |
| 2 × 500 m    | Jenny Wolf                                                 | 074,170       | 16.–17. November 2007 | Weltcup 2007/08                 |
| Sprint-MK    | Heather Richardson                                         | 147,735 (WR)  | 19.–20. Januar 2013   | Weltcup 2012/13                 |
| Mini-MK      | Cindy Klassen                                              | 155,576 (WR)  | 15.–17. März 2001     | Olympic Oval Finale 2001        |
| Mini-MK      | Cindy Klassen                                              | 154,456       | 28.–30. Dezember 2006 | Kanadische Meisterschaften 2007 |
| Kleiner MK   | Cindy Klassen                                              | 154,580 (WR)  | 18.–19. März 2006     | Mehrkampf-WM 2006               |

Nicht oder nicht mehr in internationalen Wettkämpfen ausgetragen.
- Stand: 15. November 2015[5]
- Summe der auf 500 m heruntergebrochenen Einzelstrecken (500, 1000, 1500, 3000, 5000 Meter): 189,978 Pkt.
- WR – Weltrekord
- WB – Weltbestleistung

### Männer
| Strecke      | Athlet                                              | Zeit          | Datum               | Wettkampf                 |
| ------------ | --------------------------------------------------- | ------------- | ------------------- | ------------------------- |
| 0100 m       | Yuya Oikawa                                         | 0 9,45        | 4. März 2007        | Weltcup 2006/07           |
| 0500 m       | Pawel Kulischnikow                                  | 0 34,00       | 15. November 2015   | Weltcup 2015/16           |
| 01000 m      | Pawel Kulischnikow                                  | 01:06,49      | 8. Februar 2020     | Weltcup 2020              |
| 01500 m      | Denis Juskow                                        | 01:41,88      | 15. November 2015   | Weltcup 2015/16           |
| 03000 m      | Eskil Ervik                                         | 03:37,28 (WR) | 5. November 2005    | Olympic Oval Invitational |
| 05000 m      | Sven Kramer                                         | 06:03,32 (WR) | 17. November 2007   | Weltcup 2007/08           |
| 10.000 m     | Sven Kramer                                         | 12:51,60      | 19. März 2006       | Mehrkampf-WM 2006         |
| 60 min       | Henk Angenent                                       | 41669,49 m    | 12. März 2004       | ?                         |
| Team Pursuit | NiederlandeKoen Verweij Jan Blokhuijsen Sven Kramer | 03:37,17      | 9. November 2013    | Weltcup 2013/14           |
| Mehrkampf    | Athlet                                              | Punkte        | Datum               | Wettkampf                 |
| 2 × 500 m    | Jeremy Wotherspoon                                  | 068,310       | 15. März 2008       | Olympic Oval Finale 2008  |
| Sprint-MK    | Stefan Groothuis                                    | 136,810       | 28.–29. Januar 2012 | Sprint-WM 2012            |
| Mini-MK      | Martin Hersman                                      | 146,862 (WR)  | 09.–11. August 2002 | Summer Classic 2003       |
| Kleiner MK   | Erben Wennemars                                     | 146,365 (WR)  | 12.–14. August 2005 | Summer Classic 2006       |
| Großer-MK    | Shani Davis                                         | 145,742 (WR)  | 18.–19. März 2006   | Mehrkampf-WM 2006         |

Nicht oder nicht mehr in internationalen Wettkämpfen ausgetragen.
- Stand: 15. November 2015[5]
- Summe der auf 500 m heruntergebrochenen Einzelstrecken (500, 1000, 1500, 5000, 10.000 Meter): 176,327 Pkt.
- WR – Weltrekord

### Aufgestellte Weltrekorde
- Liste der jüngsten fünf im Olympic Oval aufgestellten Weltrekorde im Eisschnelllauf.

| Nr.                                        | Disziplin     | Zeit / Punkte | Athlet                                              | Datum             |
| ------------------------------------------ | ------------- | ------------- | --------------------------------------------------- | ----------------- |
| 147                                        | 500 Meter     | 34,00         | Pawel Kulischnikow                                  | 15. November 2015 |
| 146                                        | 1500 Meter    | 1:51,59       | Brittany Bowe                                       | 15. November 2015 |
| 145                                        | 1000 Meter    | 1:12,51       | Heather Richardson                                  | 14. November 2015 |
| 144                                        | 500 Meter     | 36,74         | Sang-Hwa Lee                                        | 9. November 2013  |
| 143                                        | Team (Männer) | 3:37,17       | NiederlandeKoen Verweij Jan Blokhuijsen Sven Kramer | 9. November 2013  |
| Liste mit allen aufgestellten Weltrekorden |               |               |                                                     |                   |